# معسكر الفاروق

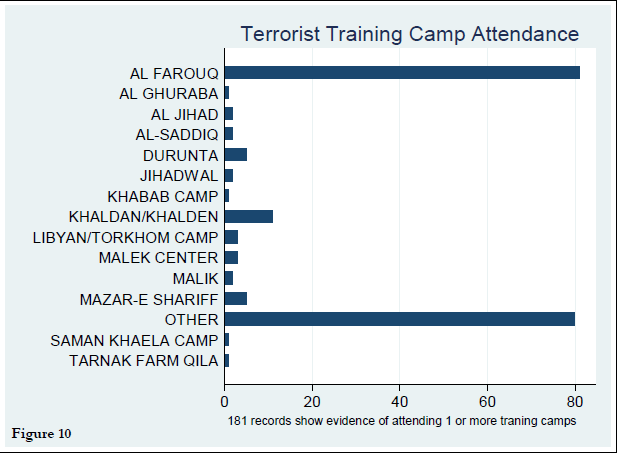

معسكر الفاروق هو معسكر تدريب لتنظيم القاعدة قرب مدينة قندهار وهو المكان الذي يتلقى فيه المجندون للتلقين الايديولوجي والفكري قبل أنطلاقهم إلى القتال.
ويرجح أن أسامة بن لادن كان في المعسكر ما بين يوليو إلى سبتمبر 2001. وبالإضافة لاسم أسامة بن لادن، فإن معسكر الفاروق يرتبط بأسماء كأبو مصعب الزرقاوي والظواهري وآخرون.